# هاريسون بريان
هاريسون بريان (بالإنجليزية: Harrison Bryan)‏ هو أمين مكتبة أسترالي، ولد في 23 سبتمبر 1923 في بريزبان في أستراليا، وتوفي في 12 فبراير 2008.